# 酒井麻里子
酒井 麻里子（さかい まりこ、1990年12月3日 - ）は、アメリカ合衆国ニュージャージー州出身のアーティスティックスイミングの選手。清泉女学院高等学校・日本大学文理学部体育学科卒。

## 人物
- バレエ・新体操の稽古をやった影響で、アーティスティックスイミングを始めたのは10歳[1]。2008年10月の日本代表選手選考会で予想外のトップとなる[2]。世界水泳では2009年のローマ・2011年の北京に出場したが、共にメダルには届かなかった。
- 2010年の広州アジア大会の出場予定だったが、体調不良のため離脱[3]。同年12月には選考会で3位となり、代表を復帰[4]。
- 2012年のロンドンオリンピックでテクニカルルーティンのメンバーとして出場したが、5位でメダルには届かなかった[5]。
- 引退後は2014年にシルク・ドゥ・ソレイユのオーディションを受け合格[1]、パフォーマーとして活躍。2017年10月には筑波大学のつくば国際スポーツアカデミー第3期生として入学、オリンピック選手出身では初めてとなる[6]。現在は研究員として勤めている[7]。